# Anna Drużynówna
Anna Drużynówna – polska nauczycielka, działaczka oświatowa i społeczna na Wileńszczyźnie i Kowieńszczyźnie.
Ukończyła kursy pedagogiczne w Moskwie. W latach 1886–1926 organizowała polskie szkoły i nauczała języka polskiego na Wileńszczyźnie i Kowieńszczyźnie. Uczestniczyła w kształceniu nauczycielek w seminarium Jeleńskiej. W czasach zaborów utworzyła kilka tajnych szkół, w których nauczała języka polskiego i historii Polski. Była członkiem Towarzystwa Przyjaciół Nauk w Wilnie.
W czasie I wojny światowej organizowała polskie szkoły w Telszach, które zostały w 1926 roku zamknięte przez władze litewskie.